# Untouchable/Universal
Albums de Anathema
Weather Systems
(2012) Distant Satellites
(2014)
Untouchable est un album live du groupe britannique de metal progressif Anathema, publié le 15 juillet 2013 en édition limitée sur double LP, sorti ensuite en CD et DVD sous l'appellation Universal le 23 septembre 2013.
Cet album est enregistré au théâtre romain de Plovdiv avec l'orchestre philharmonique de Plovdiv (en) après la sortie de son album Weather Systems en 2012. Le DVD bénéficie de bonus enregistrés à l'Union Chapel (en) de Londres.

## Liste des chansons

### Untouchable
Toute la musique est composée par Anathema.
| 1. | Untouchable, Part 1 |  |
| 2. | Untouchable, Part 2 |  |
| 3. | Thin Air            |  |

| 1. | Dreaming Light            |  |
| 2. | Everything                |  |
| 3. | The Storm Before the Calm |  |

| 1. | A Simple Mistake          |  |
| 2. | The Beginning and the End |  |
| 3. | Universal                 |  |

| 1. | Closer             |  |
| 2. | A Natural Disaster |  |
| 3. | Flying             |  |

### Universal
Toute la musique est composée par Anathema.
| 1.  | Untouchable, Part 1       | 6:56 |
| 2.  | Untouchable, Part 2       | 6:06 |
| 3.  | Thin Air                  | 6:03 |
| 4.  | Dreaming Light            | 6:05 |
| 5.  | Lightning Song            | 5:44 |
| 6.  | The Storm Before the Calm | 9:27 |
| 7.  | Everything                | 5:53 |
| 8.  | A Simple Mistake          | 8:33 |
| 9.  | The Beginning and the End | 4:41 |
| 10. | Universal                 | 7:31 |

| 1.  | Closer                          | 6:01  |
| 2.  | A Natural Disaster              | 6:53  |
| 3.  | Deep                            | 5:07  |
| 4.  | One Last Goodbye                | 6:18  |
| 5.  | Flying                          | 10:02 |
| 6.  | Fragile Dreams                  | 6:23  |
| 7.  | Panic                           | 3:36  |
| 8.  | Emotional Winter / Wings of God | 9:43  |
| 9.  | Internal Landscapes             | 8:19  |
| 10. | Fragile Dreams                  | 6:48  |

| 1. | Kingdom              |  |
| 2. | Thin Air             |  |
| 3. | Angels Walk Among Us |  |
| 4. | A Natural Disaster   |  |
| 5. | Fragile Dreams       |  |